# Élections générales espagnoles de 2008
Les élections législatives espagnoles de 2008 ont eu lieu le 9 mars afin de désigner la IXe législature des Cortes Generales.

## Contexte
Deux jours avant le scrutin, Isaías Carrasco, membre du PSOE au Pays basque, a été assassiné.

## Mode de scrutin
Les électeurs espagnols étaient appelés à renouveler pour quatre ans : 
- le Congrès des députés, qui compte 350 membres élus au scrutin proportionnel de liste par province (équivalent des départements) avec un seuil minimum de 3 % pour être représenté.
- le Sénat, qui compte 259 membres, mais dont 208 sénateurs seulement seront renouvelés lors du scrutin (les 51 autres étant désignés par les Communautés autonomes après renouvellement de leurs Parlements), au scrutin majoritaire plurinominal par province.

## Principaux partis politiques
- Parti socialiste : dirigé par José Luis Rodríguez Zapatero, au pouvoir depuis mars 2004 et comptant 164 députés (majorité relative). Douze de ses cinquante-deux têtes de liste sont des membres de l'actuel gouvernement, cinq autres en ayant fait partie.
- Parti populaire : dirigé par l'ancien ministre Mariano Rajoy, au pouvoir entre 1996 et 2004, il dispose de 147 députés.
- IU : formation de gauche néo-communiste conduite par Gaspar Llamazares, soutien du PS lors de la précédente législature, elle compte 5 députés (deux venant d'ICV, une fédération écolo-communiste catalane).
- CiU : parti nationaliste modéré de centre-droit catalan, il a soutenu à plusieurs reprises le gouvernement socialiste, notamment sur les questions territoriales. Il compte 10 députés.
- ERC : gauche nationaliste modérée de Catalogne, au départ allié des socialistes (à Madrid et Barcelone), elle est depuis devenue critique de certaines décision de Zapatero. Elle compte 8 députés.
- EAJ/PNV : formation nationaliste modérée du Pays basque, indépendante de la majorité ou de l'opposition. Elle compte 7 députés.

## Sondages

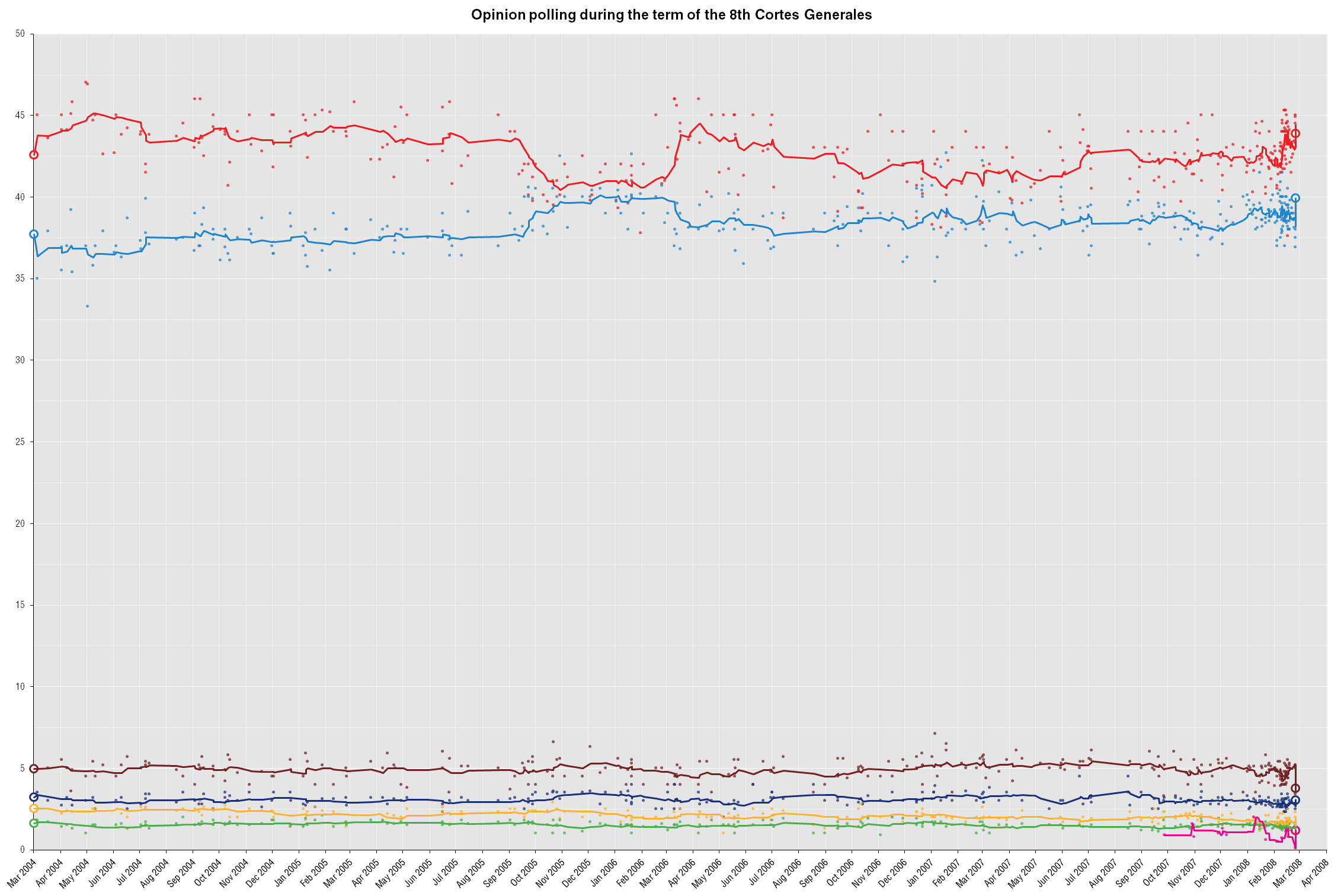
Intentions de vote

## Résultats

### Corps électoral
| Catégories | Nombre     | Dif.     | %       | Dif.  |
| ---------- | ---------- | -------- | ------- | ----- |
| Inscrits   | 35 073 179 | +501 348 | 100 %   | n/a   |
| Votants    | 25 901 543 | -255 505 | 73,85 % | -1,81 |
| Abstention | 9 171 636  | +756 853 | 26,15 % | +1,81 |
| Valides    | 25 738 363 | -151 882 | 99,37 % | +0,39 |
| Nuls       | 163 180    | -103 622 | 0,63 %  | -0,39 |
| Exprimés   | 25 452 667 | -28 512  | 98,89 % | +0,47 |
| Blancs     | 285 696    | -123 370 | 1,11 %  | -0,47 |

### Congrès des députés
|                                         |                                                                            |                                                           |            |       |               |               |               |  |  |  |  |  |  |  |
| Parti                                   | Parti                                                                      | Parti                                                     | Voix       | %     | +/-           | Sièges        | +/-           |  |  |  |  |  |  |  |
|                                         |                                                                            | Parti socialiste ouvrier espagnol (PSOE)                  | 9 599 424  | 37,30 | 0,84          | 144           | 1             |  |  |  |  |  |  |  |
|                                         | Parti des socialistes de Catalogne (PSC)                                   | 1 689 911                                                 | 6,57       | 0,44  | 25            | 4             |               |  |  |  |  |  |  |  |
| Total Parti socialiste ouvrier espagnol | Total Parti socialiste ouvrier espagnol                                    | 11 289 335                                                | 43,87      | 1,28  | 169           | 5             |               |  |  |  |  |  |  |  |
|                                         |                                                                            | Parti populaire (PP)                                      | 10 144 951 | 39,42 | 2,20          | 152           | 6             |  |  |  |  |  |  |  |
|                                         | PP-Union du peuple navarrais (UPN-PP)                                      | 133 059                                                   | 0,51       | 0,02  | 2             | en stagnation |               |  |  |  |  |  |  |  |
| Total Parti populaire                   | Total Parti populaire                                                      | 10 278 010                                                | 39,94      | 2,23  | 154           | 6             |               |  |  |  |  |  |  |  |
|                                         |                                                                            | Izquierda Unida (IU)                                      | 661 800    | 2,57  | 0,61          | 1             | 2             |  |  |  |  |  |  |  |
|                                         | Initiative pour la Catalogne Verts - Gauche unie et alternative (ICV-EUiA) | 183 338                                                   | 0,71       | 0,20  | 1             | 1             |               |  |  |  |  |  |  |  |
|                                         | Gauche unie et républicaine (EUPV-IR)                                      | 74 405                                                    | 0,29       | 0,19  | 0             | en stagnation |               |  |  |  |  |  |  |  |
|                                         | Ezker Batua-Berdeak (EB-B)                                                 | 50 403                                                    | 0,20       | 0,19  | 0             | en stagnation |               |  |  |  |  |  |  |  |
| Total Izquierda Unida                   | Total Izquierda Unida                                                      | 969 946                                                   | 3,77       | 1,19  | 2             | 3             |               |  |  |  |  |  |  |  |
|                                         |                                                                            | Convergence démocratique de Catalogne (CDC)               | 779 425    | 3,03  | 1,16          | 6             | en stagnation |  |  |  |  |  |  |  |
|                                         | Union démocratique de Catalogne (UDC)                                      | 4                                                         | 779 425    | 3,03  | 1,16          | en stagnation |               |  |  |  |  |  |  |  |
| Total Convergence et Union (CiU)        | Total Convergence et Union (CiU)                                           | 10                                                        | 779 425    | 3,03  | 1,16          | en stagnation |               |  |  |  |  |  |  |  |
|                                         | Parti nationaliste basque (EAJ/PNV)                                        | Parti nationaliste basque (EAJ/PNV)                       | 306 128    | 1,19  | 0,44          | 6             | 1             |  |  |  |  |  |  |  |
|                                         | Union, progrès et démocratie (UPyD)                                        | Union, progrès et démocratie (UPyD)                       | 306 079    | 1,19  | Nv.           | 1             | 1             |  |  |  |  |  |  |  |
|                                         | Gauche républicaine de Catalogne (ERC)                                     | Gauche républicaine de Catalogne (ERC)                    | 298 139    | 1,16  | 1,36          | 3             | 5             |  |  |  |  |  |  |  |
|                                         | Bloc nationaliste galicien (BNG)                                           | Bloc nationaliste galicien (BNG)                          | 212 543    | 0,83  | 0,02          | 2             | en stagnation |  |  |  |  |  |  |  |
|                                         | Coalition canarienne-Parti nationaliste canarien (CC-PNC)                  | Coalition canarienne-Parti nationaliste canarien (CC-PNC) | 174 629    | 0,68  | 0,23          | 2             | 1             |  |  |  |  |  |  |  |
|                                         | Coalición Andalucista (CA)                                                 | Coalición Andalucista (CA)                                | 68 679     | 0,27  | 0,43          | 0             | en stagnation |  |  |  |  |  |  |  |
|                                         | Nafarroa Bai (NaBai)                                                       | Nafarroa Bai (NaBai)                                      | 62 398     | 0,24  | en stagnation | 1             | en stagnation |  |  |  |  |  |  |  |
|                                         | Eusko Alkartasuna (EA)                                                     | Eusko Alkartasuna (EA)                                    | 50 371     | 0,20  | 0,11          | 0             | 1             |  |  |  |  |  |  |  |
|                                         | Ciudadanos (Cs)                                                            | Ciudadanos (Cs)                                           | 46 313     | 0,18  | Nv.           | 0             | en stagnation |  |  |  |  |  |  |  |
|                                         | Parti antitaurin contre la maltraitance animale (PACMA)                    | Parti antitaurin contre la maltraitance animale (PACMA)   | 44 795     | 0,17  | Nv.           | 0             | en stagnation |  |  |  |  |  |  |  |
|                                         | Les Verts (Verdes)                                                         | Les Verts (Verdes)                                        | 41 531     | 0,16  | Nv.           | 0             | en stagnation |  |  |  |  |  |  |  |
|                                         | Parti aragonais (PAR)                                                      | Parti aragonais (PAR)                                     | 40 054     | 0,16  | 0,02          | 0             | en stagnation |  |  |  |  |  |  |  |
|                                         | Chunta Aragonesista (CHA)                                                  | Chunta Aragonesista (CHA)                                 | 38 202     | 0,15  | 0,21          | 0             | 1             |  |  |  |  |  |  |  |
|                                         | Nouvelles Canaries-Centre nationaliste canarien (NC-CCN)                   | Nouvelles Canaries-Centre nationaliste canarien (NC-CCN)  | 38 024     | 0,15  | Nv.           | 0             | en stagnation |  |  |  |  |  |  |  |
|                                         | Les Verts-Groupe Verts (LV-GV)                                             | Les Verts-Groupe Verts (LV-GV)                            | 30 840     | 0,12  | 0,07          | 0             | en stagnation |  |  |  |  |  |  |  |
|                                         | Aralar                                                                     | Aralar                                                    | 29 989     | 0,12  | 0,03          | 0             | en stagnation |  |  |  |  |  |  |  |
|                                         | Alliance BNV-IdPV-EVEE                                                     | Alliance BNV-IdPV-EVEE                                    | 29 760     | 0,12  | 0,04          | 0             | en stagnation |  |  |  |  |  |  |  |
|                                         | Unité pour les Îles (UIB)                                                  | Unité pour les Îles (UIB)                                 | 25 454     | 0,10  | 0,06          | 0             | en stagnation |  |  |  |  |  |  |  |
|                                         | Autres                                                                     | Autres                                                    | 280 216    | 1,09  | -             | 0             | -             |  |  |  |  |  |  |  |
|                                         | Vote blanc                                                                 | Vote blanc                                                | 286 182    | 1,11  | 0,47          |               |               |  |  |  |  |  |  |  |
|                                         |                                                                            |                                                           |            |       |               |               |               |  |  |  |  |  |  |  |
| Suffrages exprimés                      | Suffrages exprimés                                                         | Suffrages exprimés                                        | 25 734 863 | 99,36 |               |               |               |  |  |  |  |  |  |  |
| Votes nuls                              | Votes nuls                                                                 | Votes nuls                                                | 165 576    | 0,64  |               |               |               |  |  |  |  |  |  |  |
| Total                                   | Total                                                                      | Total                                                     | 25 900 439 | 100   | -             | 350           | en stagnation |  |  |  |  |  |  |  |
| Abstention                              | Abstention                                                                 | Abstention                                                | 9 172 740  | 26,15 |               |               |               |  |  |  |  |  |  |  |
| Inscrits/Participation                  | Inscrits/Participation                                                     | Inscrits/Participation                                    | 35 073 179 | 73,85 |               |               |               |  |  |  |  |  |  |  |

### Sénat
| Parti                                   | Parti                                    | Parti                                       | Sénat         | Sénat         |
| Parti                                   | Parti                                    | Parti                                       | Élus          | +/-           |
| --------------------------------------- | ---------------------------------------- | ------------------------------------------- | ------------- | ------------- |
|                                         |                                          | Parti populaire (PP)                        | 98            | 1             |
|                                         | Union du peuple navarrais (UPN)          | 3                                           | en stagnation |               |
| Total Parti populaire                   | Total Parti populaire                    | 101                                         | 1             |               |
|                                         |                                          | Parti socialiste ouvrier espagnol (PSOE)    | 87            | 6             |
|                                         | Parti des socialistes de Catalogne (PSC) | 8                                           | en stagnation |               |
|                                         | Eivissa pel Canvi (es) (ExC)             | 1                                           | 1             |               |
| Total Parti socialiste ouvrier espagnol | Total Parti socialiste ouvrier espagnol  | 96                                          | 7             |               |
|                                         |                                          | Convergence démocratique de Catalogne (CDC) | 4             | en stagnation |
|                                         | Union démocratique de Catalogne (UDC)    | 0                                           | en stagnation |               |
| Total Convergence et Union (CiU)        | Total Convergence et Union (CiU)         | 4                                           | en stagnation |               |
|                                         | Gauche républicaine de Catalogne (ERC)   | Gauche républicaine de Catalogne (ERC)      | 3             | en stagnation |
|                                         | Parti nationaliste basque (EAJ-PNV)      | Parti nationaliste basque (EAJ-PNV)         | 2             | 4             |
|                                         | Coalition canarienne (CC-PNC)            | Coalition canarienne (CC-PNC)               | 1             | 2             |
|                                         | Initiative pour la Catalogne Verts (ICV) | Initiative pour la Catalogne Verts (ICV)    | 1             | en stagnation |
|                                         | Unión del Pueblo Melillense (es) (UPM)   | Unión del Pueblo Melillense (es) (UPM)      | 0             | 1             |
|                                         | Union valencienne (UV)                   | Union valencienne (UV)                      | 0             | 1             |
| Total (participation : 74,49 %)         | Total (participation : 74,49 %)          | Total (participation : 74,49 %)             | 208           | en stagnation |

## Le vote des expatriés
En Espagne, les expatriés votent dans l'une des provinces du pays (celle de leur dernier domicile, ou de leur naissance). Leurs votes sont acheminés par avion aux Juntas electorales et celles-ci les ajoutent alors aux votes des autres Espagnols. La répartition des sièges peut alors être revue à la suite de ce « recomptage » des suffrages exprimés.
Le 13 mars 2008, quatre jours après le scrutin, deux modifications importantes sont apportées à la composition des chambres : 
- au Congrès des députés, dans la province de Barcelone, le vote des expatriés donne au PP un siège attribué jusque-là à CiU.
- au Sénat, dans l'île canarienne de El Hierro, le vote des expatriés donne à la Coalition canarienne un siège attribué auparavant au PSOE.